# Satanas gigas
Satanas gigas är en tvåvingeart som först beskrevs av Eduard Friedrich Eversmann 1855.  Satanas gigas ingår i släktet Satanas och familjen rovflugor. Inga underarter finns listade i Catalogue of Life.